# Krupanj

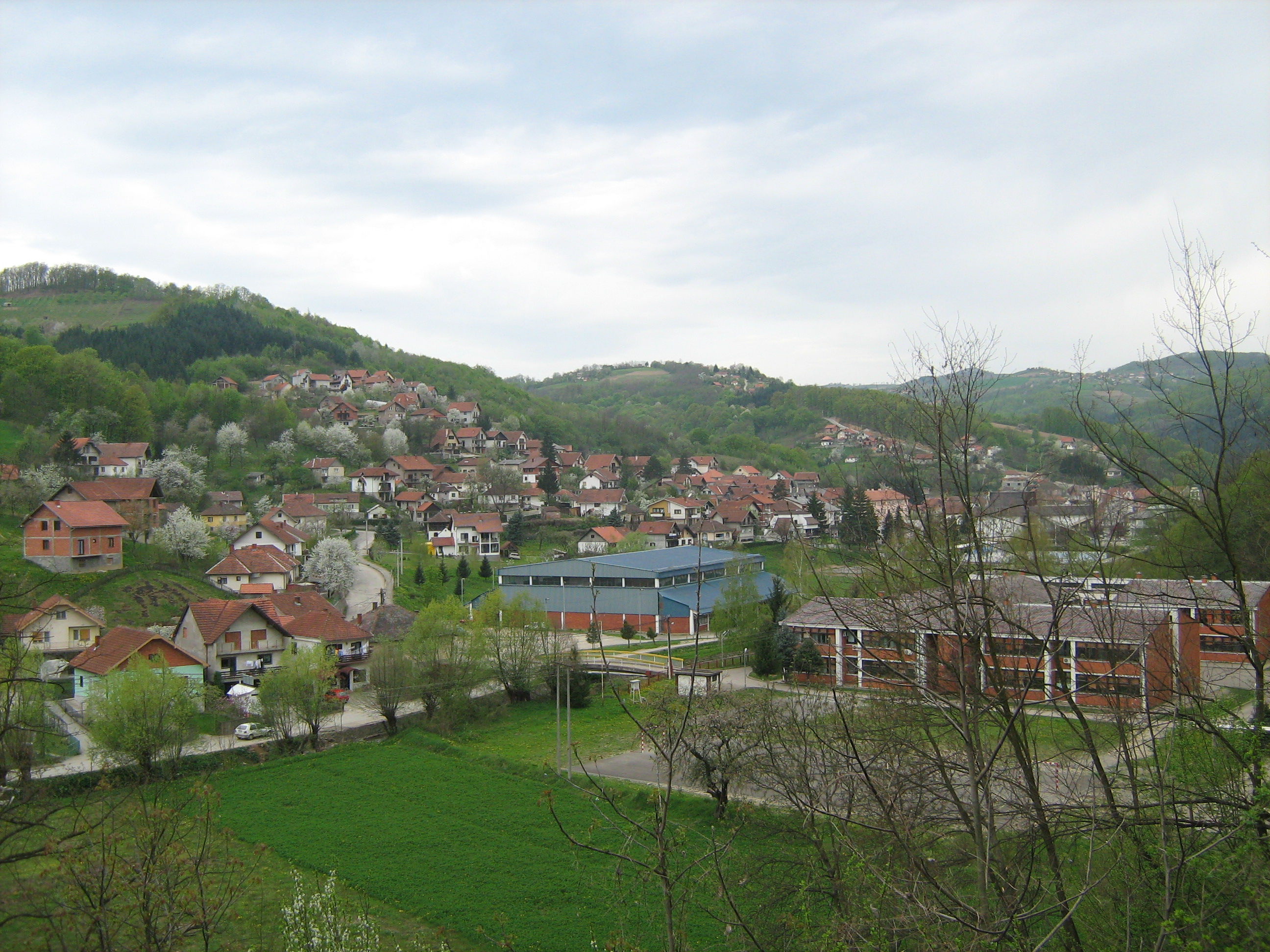
Panorama der Stadt

Krupanj (kyrill. Крупањ) ist eine Stadt in Nordwestserbien und Sitz der gleichnamigen Großgemeinde. Sie liegt im Bezirk Mačva. Die Großgemeinde hatte im Jahr 2002 eine Bevölkerung von 20.192 Einwohnern, die Stadt selbst 4.912 Einwohner.

## Geographie
Die Stadt liegt im westlichen Serbien, am südlichen Rand der Pannonischen Tiefebene und der Mačva Region. Krupanj ist von den Bergen Jagodnja, Boranja und Sokolska planina umgeben, in einem  Tal, das von  Flüssen und Bächen durchschnitten wird. Durch die Stadt selbst, fließen die Flüsse Bogoštica, Čađavica und Kržava, sie fließen nördlich von Krupanj zum Fluss Likodra zusammen, der später in die Jadar mündet. Die Stadt liegt auf einer Höhe von 318 m. Die Gemeinde umfasst rund 342 km ², und die Gemeinde umfasst 23 Dörfer. Krupanj ist das Zentrum der Region Rađevina, die nach Radj, einem  Ritter des Fürsten und Heiligen Lazar Hrebeljanović benannt ist, der die Region von ungarischen und osmanischen Eroberern verteidigte. Er ist beim Denkmal am Berg Rađev Kamen begraben.

## Gemeinde Krupanj
Die Gemeinde Krupanj besteht aus 23 Ortschaften:
- Banjevac
- Bela Crkva
- Bogoštica
- Brezovice
- Brštica
- Cerova
- Cvetulja
- Dvorska
- Kostajnik
- Krasava
- Krupanj
- Kržava
- Likodra
- Lipenović
- Mojković
- Planina
- Ravnaja
- Šljivova
- Stave
- Tolisavac
- Tomanj
- Vrbić
- Zavlaka

Die Bevölkerung der Gemeinde stellen orthodoxe Serben, aber auch etwa 200 Slawische Muslime bewohnen Krupanj.

## Geschichte
Erste archäologische Funde aus der Gegend von Krupanj datieren sich bis auf die frühe Jungsteinzeit. Unter anderem wurden Keramikgegenstände und eine Axt aus leichten weißen Stein gefunden. Vor der Stadt stehen die Überreste einer römischen Siedlung die Villa Rustika genannt wird, mit einigen wertvollen Fragmenten römischer Keramikarbeit.
Der Name Krupanj wurde zum ersten Mal im Jahre 1417 erwähnt, in Handelsaufzeichnungen der Stadt Ragusa (Dubrovnik), damals wurde die Stadt bei den italienischen Händlern jedoch Crupagn genannt.                    Im Mittelalter wird Bergbau in Krupanj und Umgebung betrieben, Hauptabtragungmetall ist Silber. Sodass die Stadt an einer der Handelsrouten der Händlerkarawanen aus Ragusa lag. Krupanj war damals zusammen mit der ostbosnischen Stadt Srebrenica ein Zentrum des Silberabbaus in der Region. 1459 fällt die heutige Oblast Rađevina mitsamt Krupanj, sowie das ganze serbische Despotat unter osmanische Herrschaft.
Die Kirche von Dobri Potok (Dobropotočka crkva) am Stadtrand von Krupanj, die der Himmelfahrt  der Allerheiligen Gottesmutter Maria geweiht ist, wurde erstmals im Jahre 1528 in türkischen Aufzeichnungen erwähnt und ist damit die älteste erhaltene Kirche im Podrinje Bereich. Erbaut im traditionellen serbischen Stil, beherbergt die Kirche eine Vielzahl an Aufzeichnungen und Erinnerungsstücken aus der Zeit der osmanischen Herrschaft und den serbischen Befreiungskriegen.   

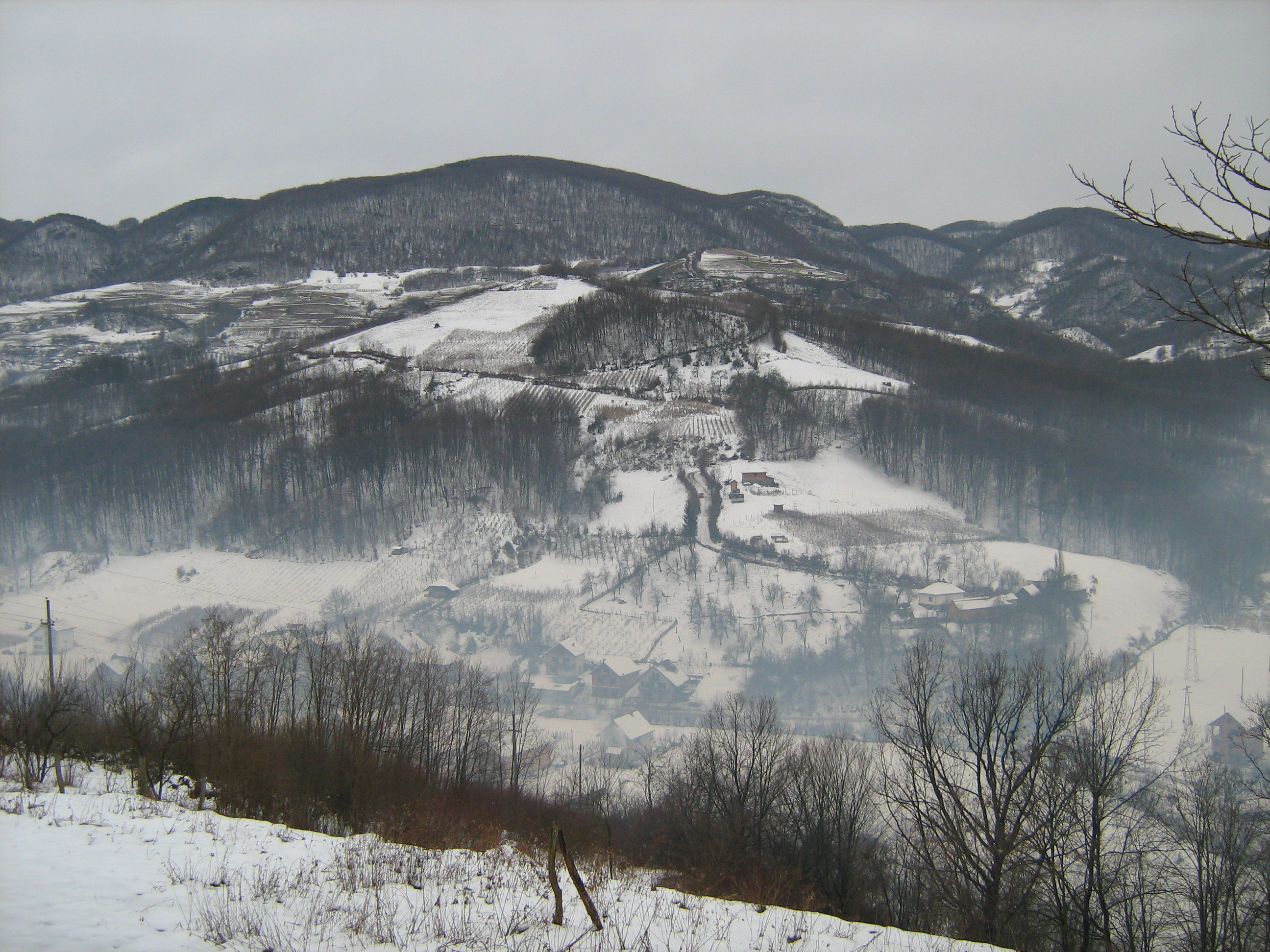
Der Berg Tomanj bei der Stadt Krupanj

   Die Kirche wird von einem kleinen Ethno-Park mit mehreren Kapellen und Museumshäusern umgeben. Zur Zeit des Ersten serbischen Aufstands wurde Krupanj im Sommer des Jahres 1804 durch die Hajduken unter Đorđe Obradović „Ćurčija“ befreit, eine wichtige Rolle während des Befreiungskampfs hatte der Fürst und Wojwode von Rađev Krsta Ignjatović der zusammen mit dem Wojwoden Maksim Krstić die Verteidigung von Krupanj organisierte. Die erste Grundschule in der Stadt wurde 1837 eröffnet, und die Kirche der Himmelfahrt Christi wurde 1842 erbaut. Die Osmanen schließlich zogen im Jahre 1862 ab, und die nahe osmanische Festung namens „Soko Grad“ wurde abgerissen, um das Serbisch-orthodoxe Kloster des Hl. Nikolaus dort zu erbauen. Auf Befehl des Fürsten Mihailo Obrenović, Oberhaupt des Bezirks Rađevina, organisiert Kapitän Peter Radojlović im Jar 1862, die Abtragung der Festung. Am Ende des 19. Jahrhunderts wurde ein Blei-Antimon-Schmelzwerk in der Stadt gegründet, unter anderem wurde eine Villa errichtet, in dem der Vorstand aller Minenarbeiter der Region Podrinje Svetozar Mašin lebte mit seiner Frau Draga Mašin. Draga Mašin wird später Königin von Serbien und Ehefrau vom König Aleksandar Obrenović. Auf dem Mačkovog Kamen, am Berg Jagodnja, im  Hinterland von Krupanj, wurde eine der großen Schlachten der serbischen Armee gegen die Österreichische Armee im Ersten Weltkrieg ausgetragen. In dieser Schlacht wurde Prinz Đorđe Karađorđević verwundet, und die Gesamtverluste auf beiden Seiten belaufen sich um rund 23.000 Menschen. In Erinnerung an dieses Ereignis wurde in Krupanj selbst, bei der Serbisch-orthodoxen Kirche zur Christi Himmelfahrt ein Denkmal errichtet, auch wurde die orthodoxe Gedächtniskapelle am Mačkovo Kamen, dem Ort der Schlacht, errichtet. Architekt war  Momir Korunović. Im Jahr 1922 gründete sich in Krupanj der erste Sportverein Radjevac, zu Ehren von Kapitän Peter Radojlović. im Jahr 1927 wurde der Sport- und Kulturverein Radojlović eröffnet, der bis zum Zweiten Weltkrieg existierte. 

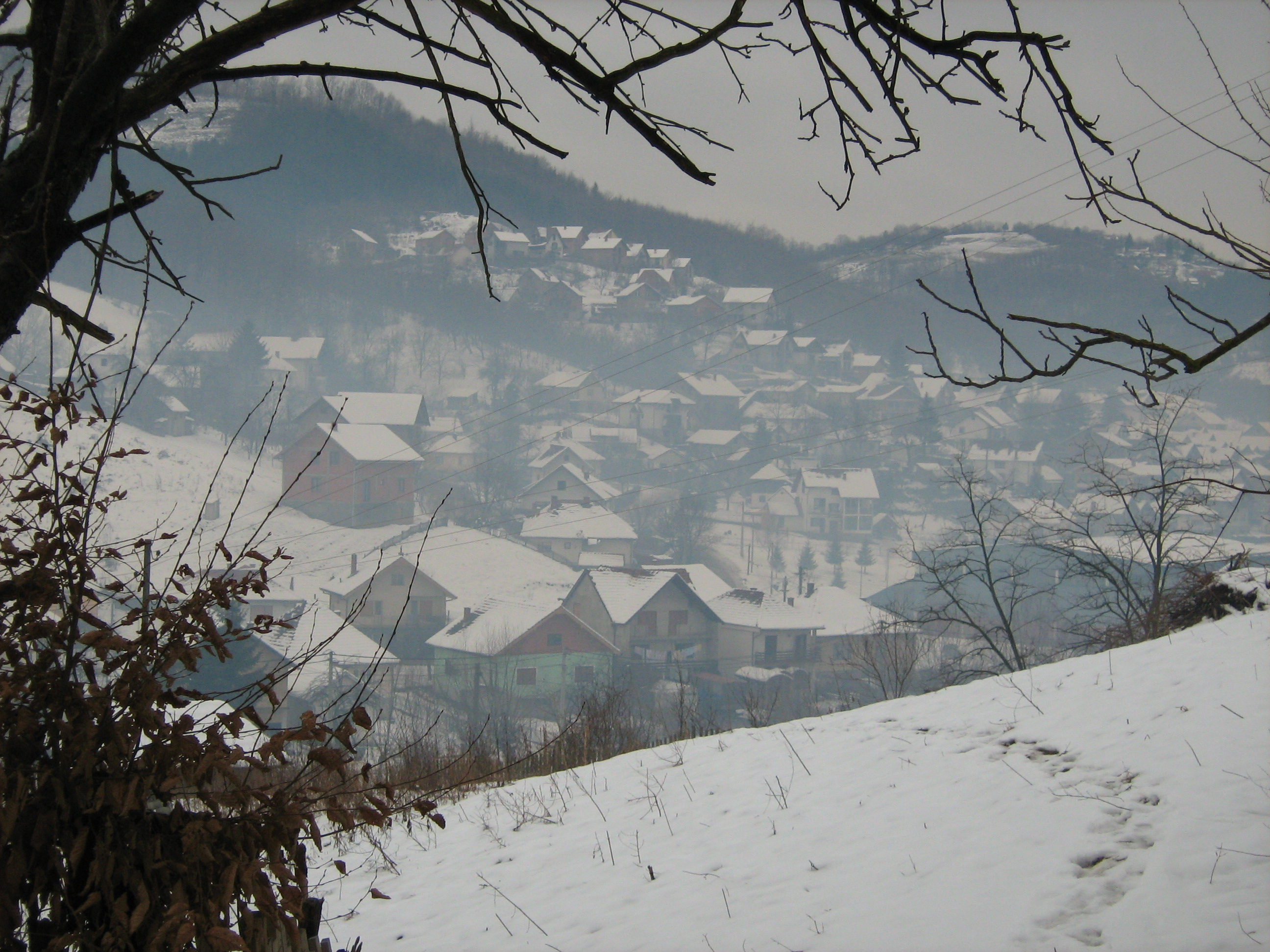
Krupanj im Winter

 Während des Zweiten Weltkriegs, am 7. Juli 1941 tötete Partisanen Žikica Jovanović zwei Gendarmen in dem Dorf Bela Crkva. Im kommunistischen Jugoslawien war der Tag, das offizielle Datum der Feier zum Volksaufstand gegen die deutschen Besatzer in Serbien. Am 26. September 1941, fand unter dem Vorsitz von Josip Broz Tito  die Versammlung des Partisanen Hauptstabs, in dem nahe gelegenen Dorf Stolice statt. Ein Denkmal und eine Gedenkstätte sowie ein Park wurden nach dem Krieg gebaut, um das Ereignis zu feiern, jedoch wurde dieses Denkmal ziemlich in der jüngsten Vergangenheit vernachlässigt. 1941 war die Stadt Krupanj eines der Zentren der Republik Užice, die deutschen Besatzer zündeten am Ende des Jahres 1941, mit dem Fall des Partisanenstaates von Užice, die Stadt Krupanj an. Dabei verbrannten die historischen Häuser, die Apotheke (ehemals die Villa von Pero Despić), die Serbisch-orthodoxe Kirche zur Himmelfahrt von Christi. Auch das Krankenhaus eine Stiftung des reichen Kaufmanns Nikole Spasić aus Belgrad wurde zerstört. Zudem plünderten die deutschen Soldaten das orthodoxe Kloster des Hl. Nikolaus auch Soko Manastir genannt. Zudem wurde die Mehrheit der nicht geflohenen Bewohner von Krupanj ermordet. Ab 1945 gehörte Krupanj dem sozialistischen Jugoslawien an. Und ab 2006 liegt die Stadt in der Republik Serbien.

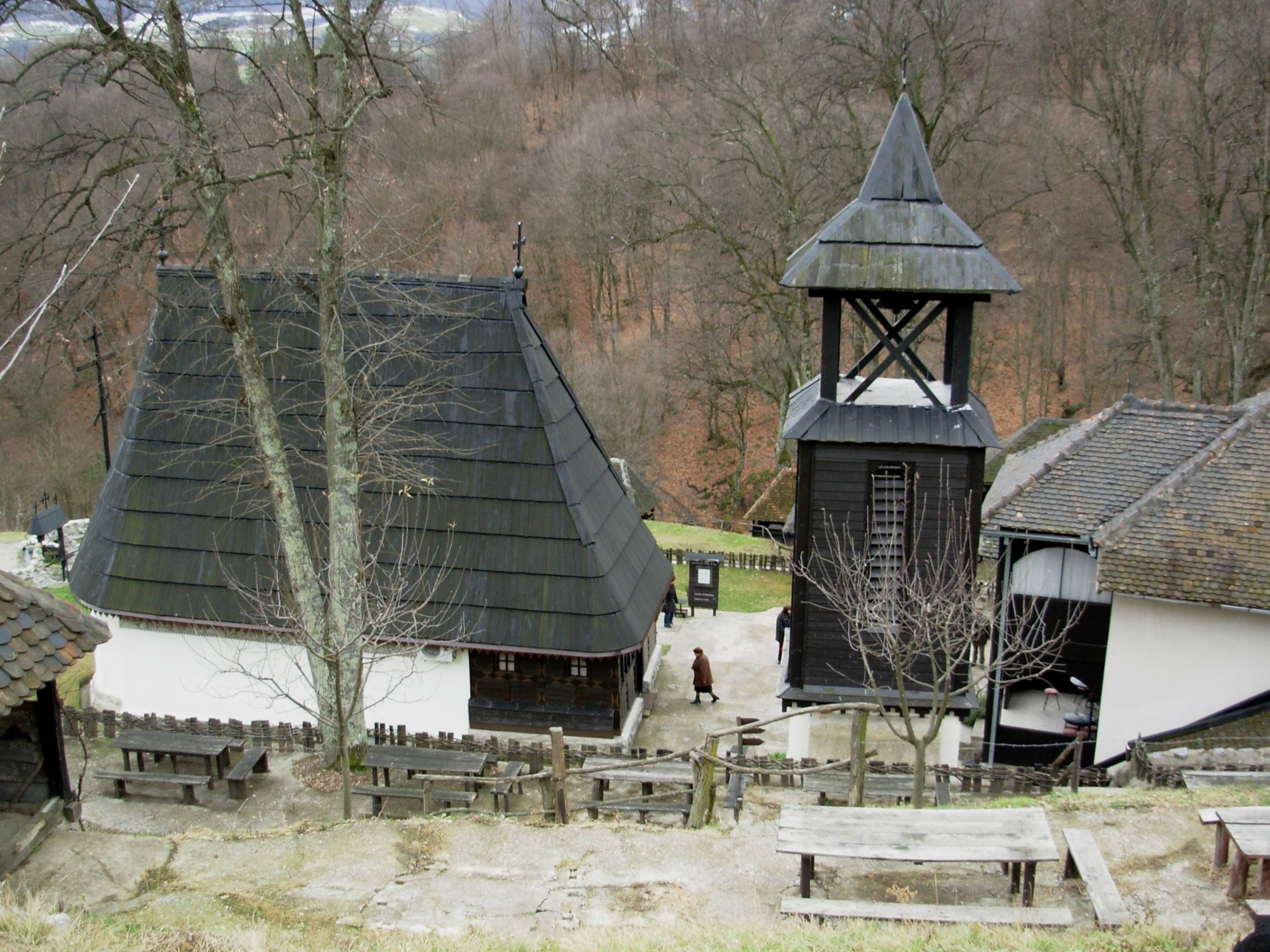
Die Serbisch-orthodoxe Mariä-Himmelfahrts-Kirche am Stadtrand von Krupanj

## Wirtschaft
Neben den Wirtschaftshauptzweigen, dem Bergbau und der Holzverarbeitung, entwickelte sich in Krupanj, auch Textilindustrie, Kartonagenfertigung, Kontaktlinsenherstellung, sowie die Trocknung von Früchten aus der Gegend, in den sechzigern Jahren des 20. Jahrhunderts. Im Ort dominieren kleinere Unternehmen. Auch Handel und Tourismus spielen eine wichtige Rolle in der Wirtschaft von Krupanj.

## Tourismus
Krupanj ist eine der unterentwickeltes Gemeinden in Westserbien, aber die Gemeinde Krupanj (Opština) ist sauber und zeichnet sich mit ihren Reichtum an unberührter Natur aus. Durch das Tal in dem Krupanj liegt fließen vier Flüsse, die von insgesamt 15 Brücken überspannt werden. Zudem hat die Gemeinde eine Fülle an historischen Monumenten und bietet so erhebliches touristisches Potenzial. Derzeit gibt es zwei Hotels in der Innenstadt. Die Serbisch-orthodoxe Maria Himmelfahrts-Kirche ist ein selten erhaltener Sakralbau der traditionellen Architektur. Zahlreiche historische Denkmäler aus den beiden Weltkriegen sind erhalten, unter anderem auf dem Mačkov Kamen und dem Berg Cer. Das orthodoxe Kloster von Tronoša und die Ethno-Park in der Nähe von Tršić bewahren die Erinnerung an Vuk Stefanović Karadžić, der im 19. Jahrhundert die serbische Sprache reformierte. An dem Berg Mačkov Kamen gibt es auch ein kleines Skigebiet.  Das Gebiet eignet sich für Wanderungen und Radtouren, sowie die zahlreichen Bäche und Flüsse sind reich an Fischen, vor allem Forellen, darum gibt es auch Anglervereine in der Gegend. Zahlreiche Sportanlagen (einschließlich einer Sporthalle und Olympia-Schwimmbad) und ein angenehmes Klima bieten angenehme Voraussetzungen für Sporttourismus, die von zahlreichen Sportvereinen aus Serbien und den umliegenden Ländern touristisch vermarktet werden. Auch das bergige Hinterland von Krupanj mit dem Bergen Jagodnje, Boranja, Sokolska planina und Toranj eignet sich bestens zum Campen und Jagen. Die Stadt Krupanj selbst mit ihren vielen Parkanlagen, der zum Teil neu gebauten Altstadt, dem modernen Kulturgebäude(ein Werk des Architekten Ivan Antić), mehreren Sportplätzen, einem Schwimmbad und zahlreichen Restaurants, sowie den alten Kirchen und den Überresten der römischen Siedlung ist ebenfalls touristisch interessant.

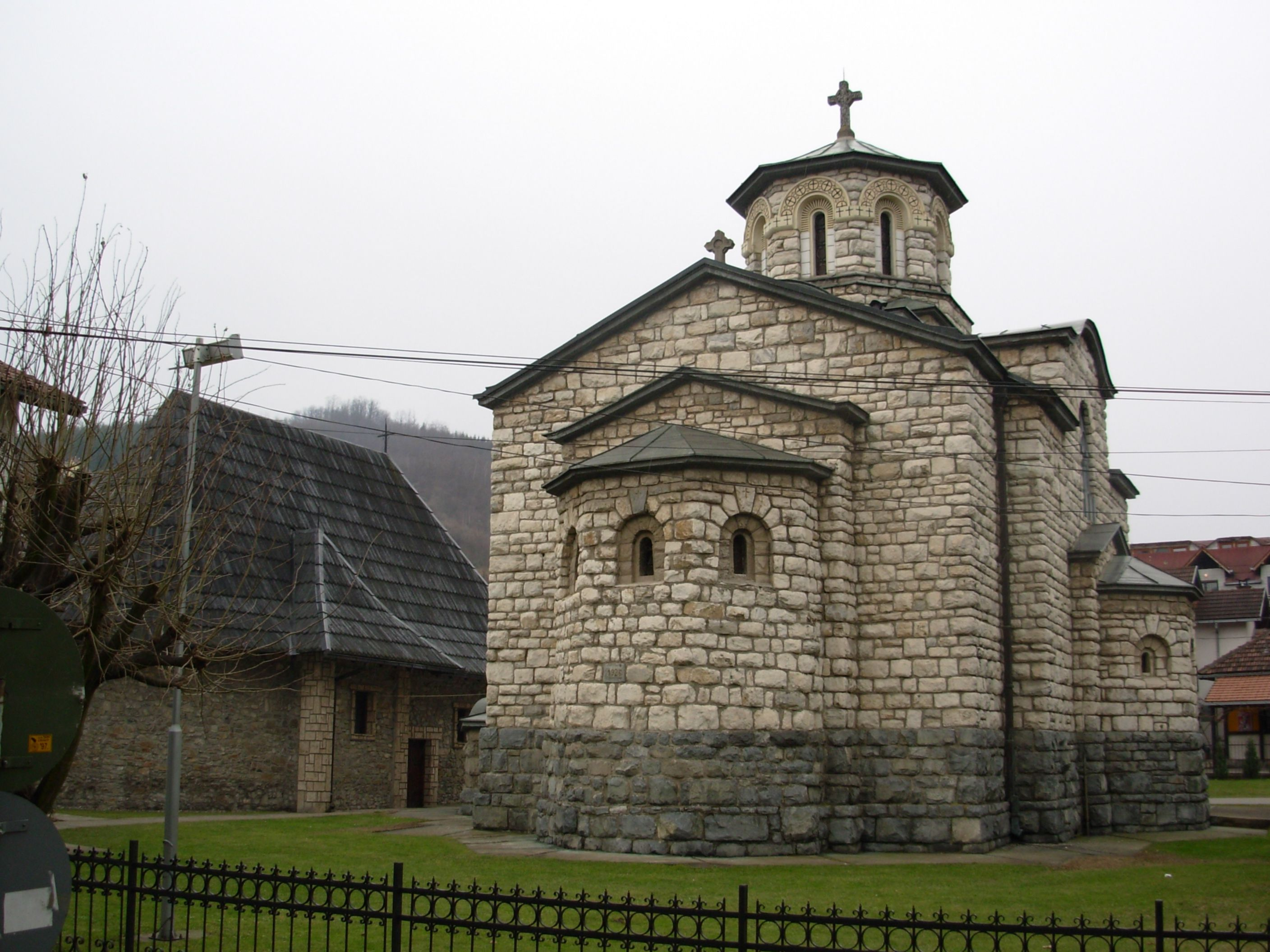
Die Serbisch-orthodoxe Christi-Himmelfahrts-Kirche im Stadtzentrum

## Söhne und Töchter der Stadt
- Borivoje Ž. Milojević (1885–1967), Geograph und Akademiker, die Grundschule im Ort trägt seinen Namen
- Zlatka Reljić (1929–2007), Ministerin im sozialistischen Serbien
- Lavrentije Trifunović (1935–2022), serbisch-orthodoxer Geistlicher, Bischof der Eparchie Šabac
- Milutin Popović Zahar (* 1938), Musiker und Songwriter
- Dragan Pantelić (* 1951), Fußballspieler aus der Gegend um Loznica, ging in Krupanj zur Schule
- Njegoš Petrović (* 1999), Fußballspieler

## Belege
- Књига 9, Становништво, упоредни преглед броја становника 1948, 1953, 1961, 1971, 1981, 1991, 2002, подаци по насељима, Републички завод за статистику, Београд, мај 2004, ISBN 86-84433-14-9
- Књига 1, Становништво, национална или етничка припадност, подаци по насељима, Републички завод за статистику, Београд, фебруар 2003, ISBN 86-84433-00-9
- Књига 2, Становништво, пол и старост, подаци по насељима, Републички завод за статистику, Београд, фебруар 2003, ISBN 86-84433-01-7